# Morten Aasen
Pour les articles homonymes, voir Aasen.
Morten Aasen (né le 14 octobre 1957 à Oslo) est un cavalier norvégien de saut d’obstacles.
Il participe à l'épreuve individuelle des Jeux olympiques d'été de 1992.